# Agave
Àgave L. è un genere di piante angiosperme monocotiledoni della famiglia delle Asparagaceae.

## Etimologia
Il nome del genere fu dato nel 1753 da Linneo (dal greco ἀγαυός, "illustre", "nobile").
Da prima della denominazione di Linneo vi erano già dei nomi originari della specie: metl, di origine Nahuatl, mexcatl, maguey, ancora usato nel Messico centrale, nome che aveva origine presunta nelle Antille e successivamente importato sul continente dai conquistatori spagnoli, mezcal, attribuito dai nativi americani e dai conquistadores al liquore estratto dall'agave, e ancora in uso nel Messico nord occidentale.
È nota per alcuni anche con il nome century plant che le fu dato per la sua longevità prima della fioritura; in realtà tale periodo è di gran lunga inferiore: la maturazione prima della fioritura dipende dalla singola specie e dalle condizioni vegetative delle singole piante.

## Descrizione
Genere composto da piante succulente perenni con portamento a rosetta e con fusto breve generalmente non visibile; le varie specie hanno dimensioni che variano da circa 20 cm fino a 5-6 metri in ampiezza e da 15 cm a 2,50 metri in altezza.
Le foglie sono carnose, a nervature parallele di consistenza fibrosa, larghe fino a 25 cm e lunghe fino a 2,50 metri; sono quasi sempre dotate di una spina apicale legnosa lunga fino a 5 cm; nella maggior parte delle specie sono presenti spine legnose anche lungo i margini (alcune specie presentano filamenti bianchi).
Le foglie si formano attorno a un breve fusto centrale dal quale si distaccano con la crescita; la loro formazione rispetto alla rosetta segue un angolo costante che ne ottimizza l'esposizione alla radiazione solare e ne costituisce una peculiarità rispetto ad altre succulente con il medesimo portamento (Aloeacee, Yucca).
Se coltivate in climi più freddi le foglie possono avere una colorazione tendente al verde-azzurro, mentre il colore verde-grigio indica climi più caldi.
Le radici hanno una conformazione fascicolata, sono filamentose, tipiche delle monocotiledoni, con uno spessore massimo circa 2,5 mm e di profondità variabile.
La pianta fiorisce quando raggiunge la maturità all'età di 10-50 anni, dopodiché generalmente muore. Le infiorescenze si formano su un ramo fiorifero legnoso (scapo) che si genera al centro della rosetta; i fiori hanno sei petali e sei stami.

## Biologia

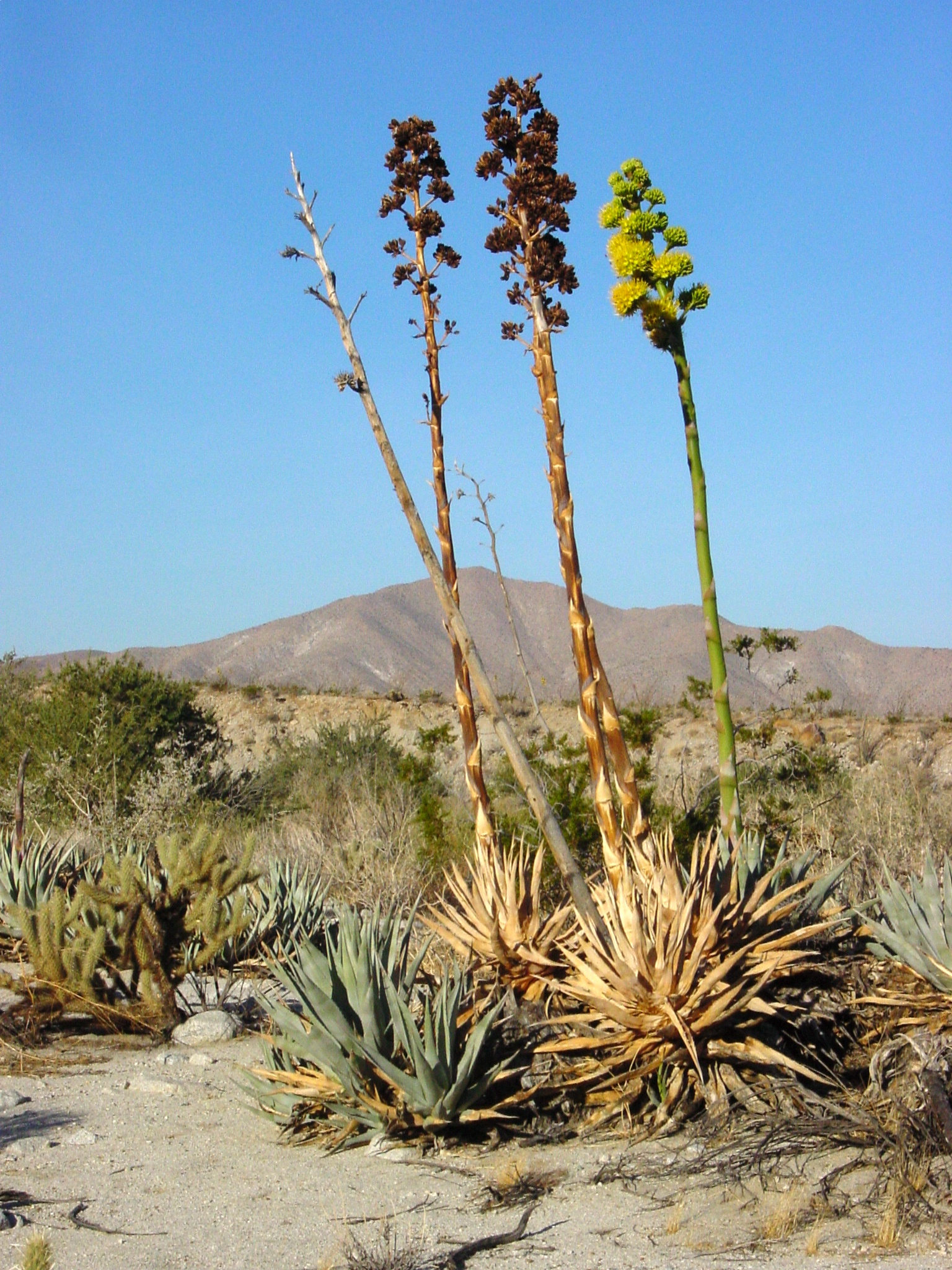
Fioritura di Agave deserti in natura.

Le agavi raggiungono la maturità dai 3-5 fino ai 50 anni dalla nascita (secondo le specie e soprattutto le condizioni vegetative), con una fioritura che dura diversi mesi e richiede grande dispendio di energie, dopo la quale la quasi totalità delle specie muore e si riproduce con i semi che si disperdono nelle zone circostanti.
La fioritura avviene lungo uno stelo legnoso che si genera dal fusto al centro della rosetta e che produce nella metà superiore anche diverse migliaia di fiori. Lo stelo raggiunge in un periodo di 2-4 mesi un'altezza variabile da meno di 2 m (A. parviflora) agli 11 metri (A. americana) e un diametro fino ai 25 cm.
I fiori possono formarsi direttamente sullo stelo o essere posti su rami di lunghezza variabile, che si dipartono a raggiera dallo stesso stelo.
Le agavi tuttavia presentano anche metodi alternativi di riproduzione, che sono:
- formazione di polloni originanti da rizomi che emergono non molto distanti dalla pianta madre;
- formazione di polloni basali, originanti direttamente alla base della pianta madre, per alcune specie alla morte di questa durante o dopo la fioritura;
- formazione di piantine (impropriamente bulbilli) direttamente sullo stelo dell'infiorescenza, insieme con i fiori.

I primi tre metodi sono comuni alla maggior parte delle specie; alcune specie difficilmente formano polloni rizomatosi; il quarto metodo è meno comune (A. vilmoriniana, A. sisalana, A. angustifolia, ecc.).
Alcune specie (A. sisalana, A. fourcroydes, A. tequilana, ecc.) sono ibridi sterili, la cui riproduzione avviene solo tramite polloni o dalle piantine che si formano sull'infiorescenza.

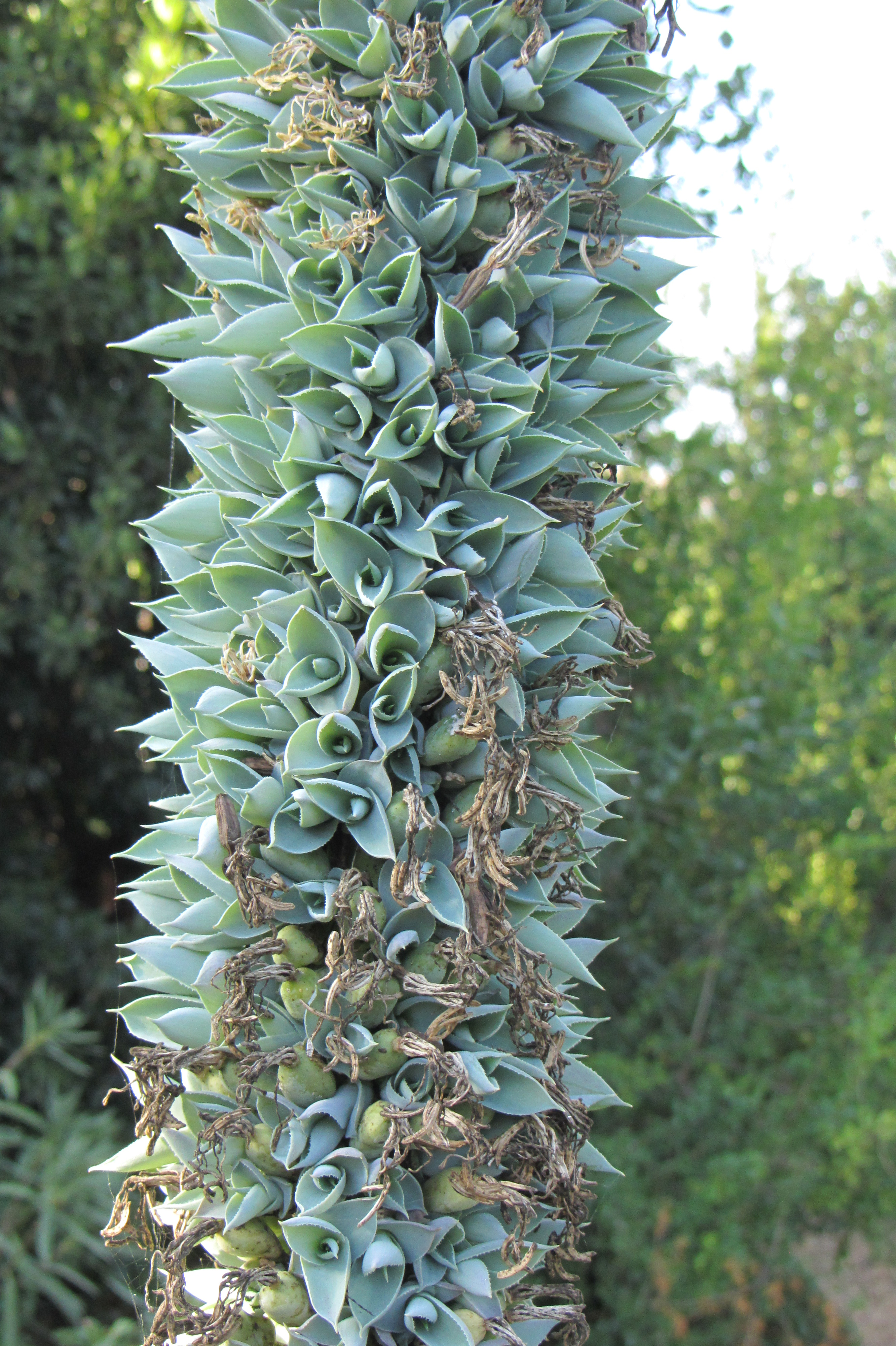
Agave vilmoriniana - Piantule sullo stelo dell'infiorescenza

## Distribuzione e habitat
Le agavi sono originarie della porzione meridionale del Nord America, delle isole caraibiche, e della parte settentrionale del Centro America, con una maggiore concentrazione di varietà e diffusione nell'attuale Messico.
A partire dal XVIII secolo furono esportate dapprima in Europa, per motivi di studio e come piante ornamentali; successivamente furono esportate per le loro capacità produttive, soprattutto in colonie di paesi europei che avessero caratteriche climatiche simili a quelle dei paesi d'origine.
Attualmente sono presenti anche in tutto il bacino del Mediterraneo, in altri paesi dell'Africa (Madagascar, Kenya, Angola, ..), e in Asia (India, Sri Lanka, ..) sia come coltivazione sia come vegetazione spontanea alloctona.

## Tassonomia
(Sir Joseph Hooker, Curtis's Botanical Magazine, 1871.)

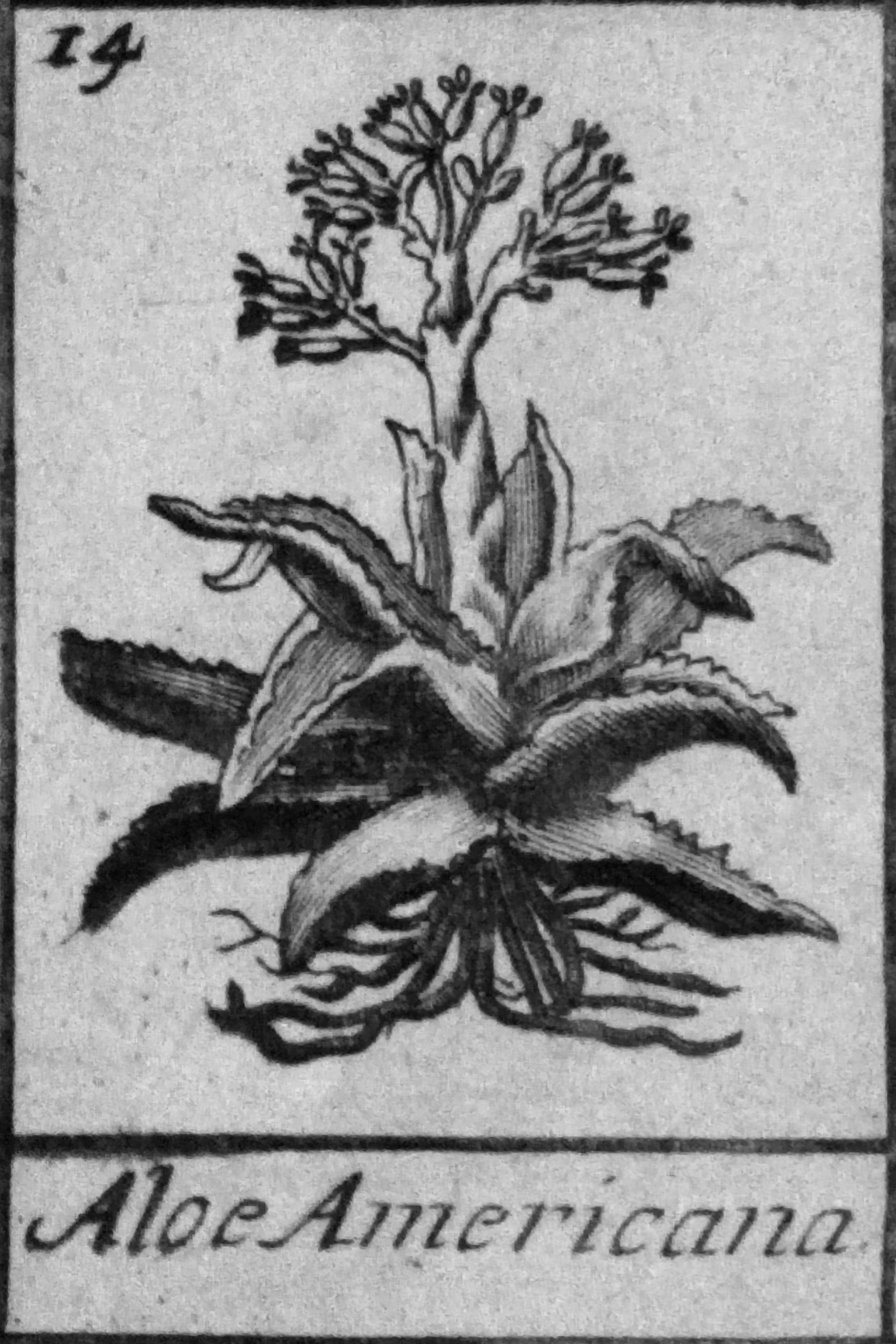
A. americana dal Trattato Universale delle droghe semplici di Nicolas Lémery, 1751.

Le agavi hanno a lungo presentato difficoltà particolari nella tassonomia; vi sono considerevoli variazioni all'interno della stessa specie per la profonda influenza sull'aspetto che possono avere le condizioni vegetative (temperatura, tipo di terreno, quantità d'acqua, ecc.); molte specie inoltre presentano pochi caratteri distintivi tra loro, rendendone difficoltosa la classificazione, soprattutto nei primi anni di vita.
L'introduzione in Europa delle prime agavi avvenne dopo la conquista del Messico (1521-25); 
prime tracce se ne hanno intorno alla metà del XVI secolo. Le prime agavi note ai botanici furono denominate Aloe americana per la grande somiglianza con l'aloe, originaria dell'Africa. La prima specie nota agli occidentali (A. indagatorum Trel.) fu scoperta da Cristoforo Colombo nell'isola San Salvador (Bahamas) nelle Bahamas; Pietro Martire d'Anghiera descrisse per primo fra le piante dell'isola di Hispaniola l'A. antillarum Descourt, paragonandola alle palme.
Una vera e propria popolarità si ebbe a partire dal XIX secolo, con la ricerca sistematica e l'importazione di numerose specie da parte di collezionisti. I primi studi di classificazione furono tuttavia effettuati in Europa su esemplari presenti in giardini botanici o privati, a volte su esemplari di piccole dimensioni o coltivate in vaso, o che costituivano varianti delle specie selvatiche originali.
Nel XX secolo i più noti studiosi furono Alwin Berger e William Trelease e soprattutto Howard S. Gentry,
Attualmente Plants of the World Online riconosce oltre 280 specie.

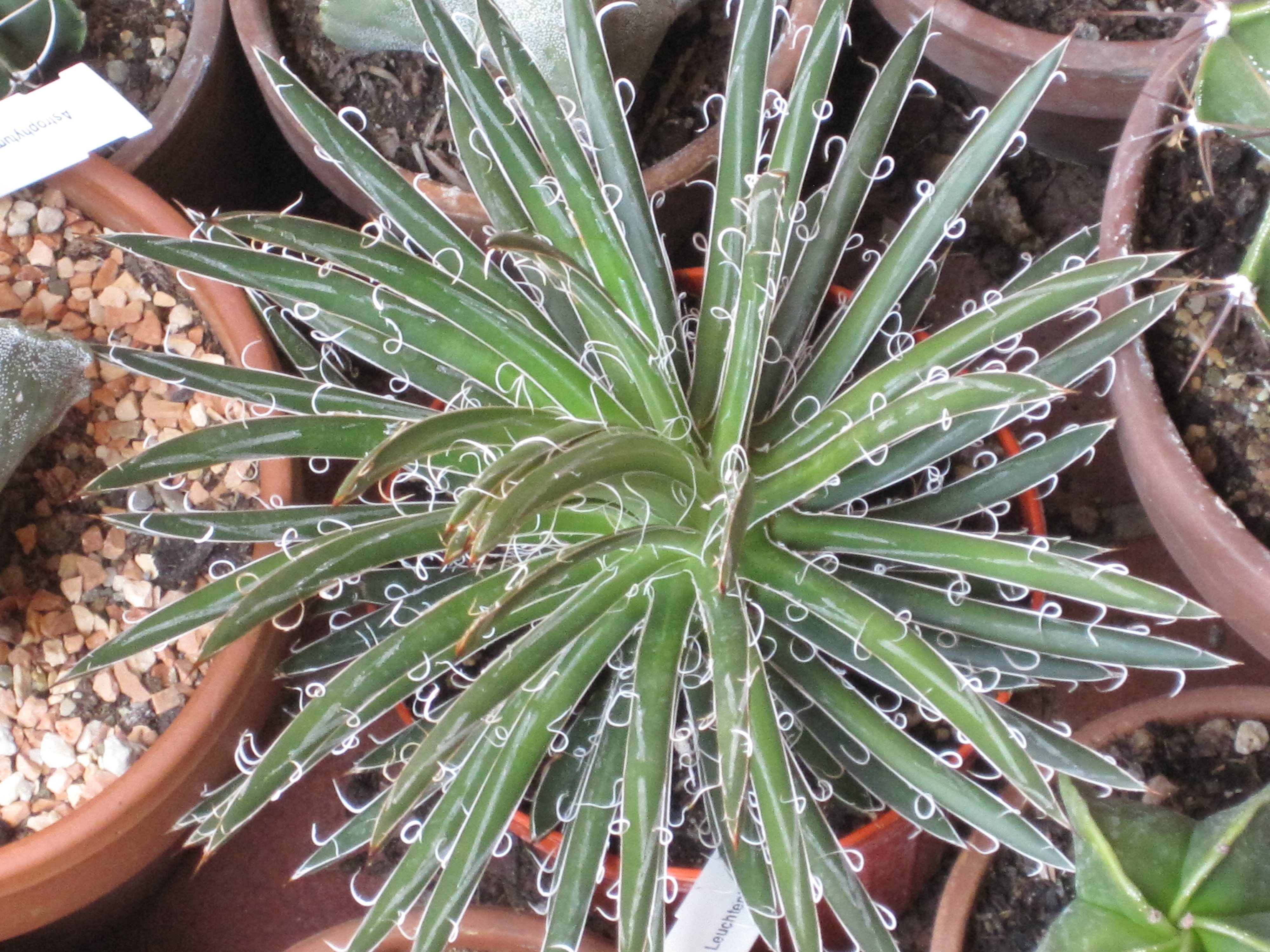
Agave filifera
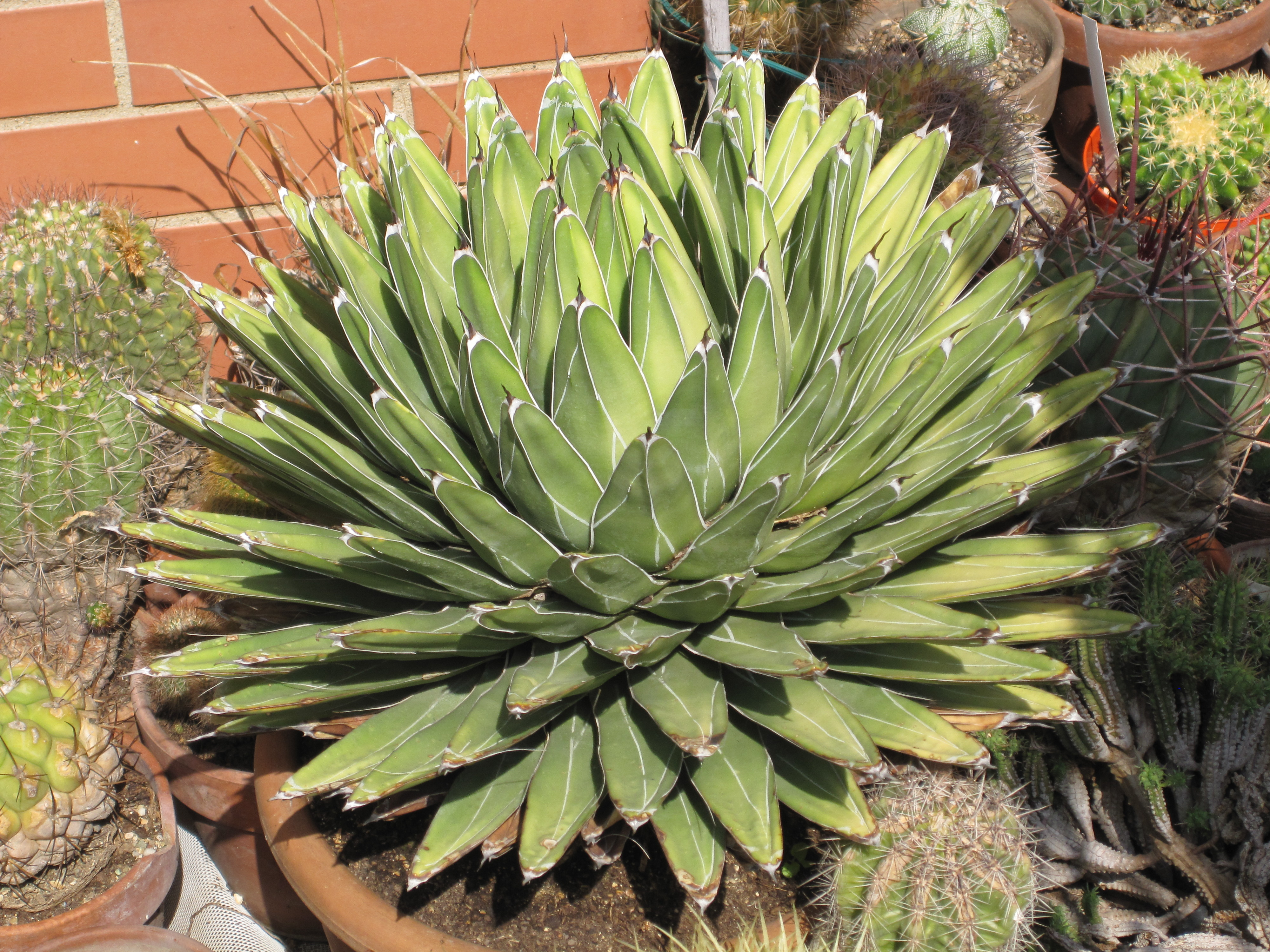
Agave victoriae-reginae

## Usi

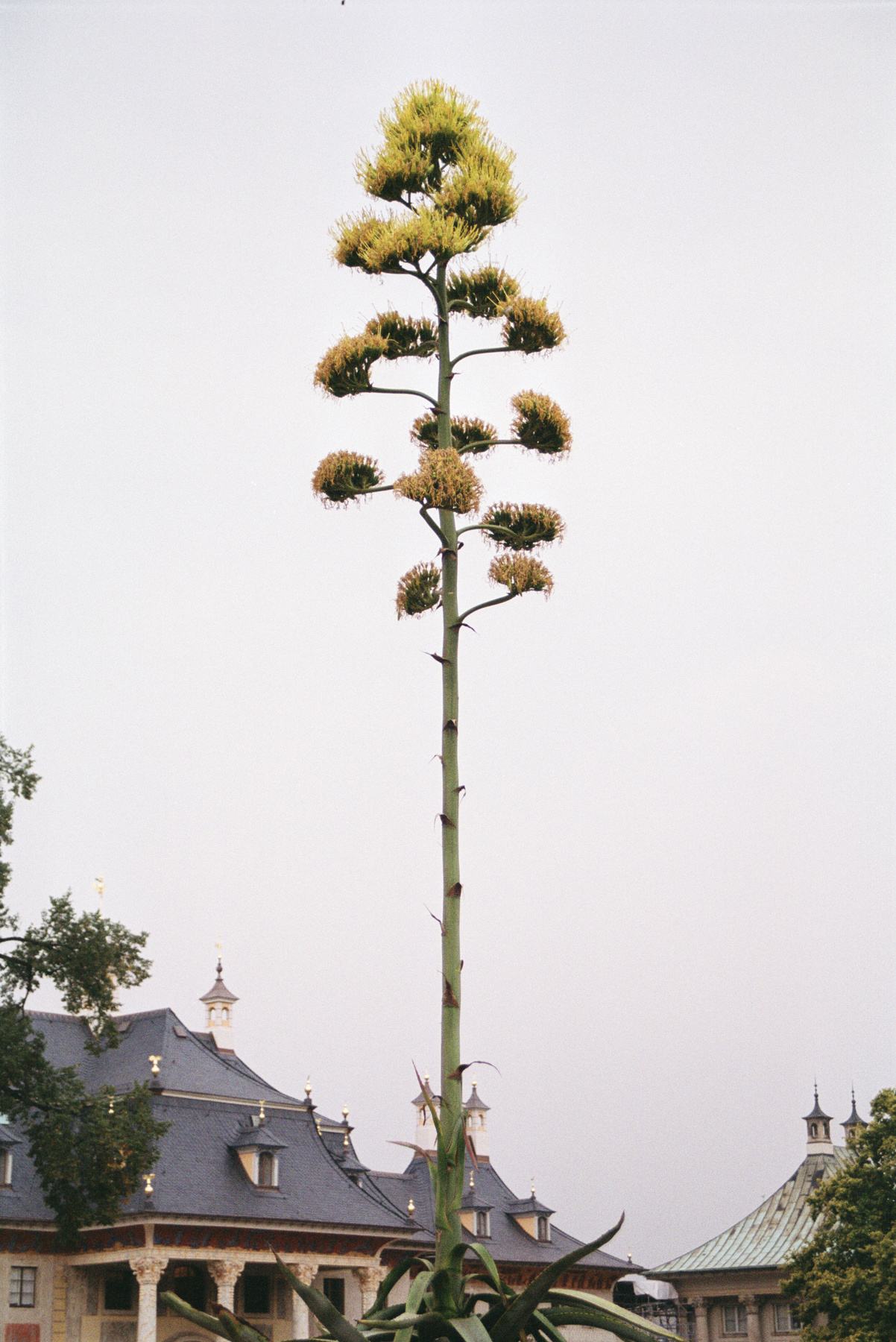
Fioritura di Agave americana.

Le piante di Agave, oltre a essere apprezzate per la loro bellezza come piante ornamentali, hanno molteplici altri usi. Il loro utilizzo da parte dell'uomo avviene da migliaia di anni, e ha costituito una componente importante nella vita delle civiltà mesoamericane. I primi particolari esatti sulla coltivazione delle agavi si devono a John Gilton che percorse l'America centrale (1568-72). Per le varie e numerose utilizzazioni il gesuita Josè de Acosta chiamò l'agave el árbol de las meravillas (lett. "l'albero delle meraviglie").
La composizione chimica delle foglie di agave è articolata e il suo approfondimento avviene ancora ai nostri giorni per i suoi usi potenziali.
- Parti di agave variamente preparate sono state usate nell'alimentazione regolare da almeno 9.000 anni;[11] I nativi americani Cochini nella Bassa California usavano l'A. cerulata come alimento quotidiano.[12] Attualmente viene ancora utilizzata in piatti tipici. Dalle agavi si ricava uno sciroppo, denso come il miele, utilizzato come dolcificante.
- In alcune regioni del Messico diverse specie sono utilizzate come foraggio per bovini.
- Dalle agavi si ricavano da vari secoli bevande come l'aguamiel (bevuta fresca) e il pulque, ottenuto dalla fermentazione del precedente. Dopo l'occupazione europea del centroamerica fu introdotto il processo della distillazione, ignoto ai nativi, che permise di ottenere distillati oggi famosi come il mescal[N 10] e la tequila[N 11] (che prende il nome dalla città omonima dove per la prima volta è stato distillato).
- Le fibre tessili ricavate dalle foglie di numerose specie hanno costituito il maggiore motivo di diffusione delle agavi nel mondo; sono utilizzate per corde, reti, ceste, abiti, coperte, tappeti, borse e altri oggetti di uso quotidiano.[N 12] Le fibre di agave presero il nome di sisal dalla città di Sisal nello Yucatán, dal cui porto avveniva l'esportazione; la specie maggiormente usata per le fibre al tempo prese il nome di Agave sisalana. Il prodotto aveva una tale importanza economica e strategica che a metà del XIX secolo il Messico pose un embargo nell'esportazione della specie. Tuttavia alcuni esemplari erano già stati esportati in Florida, e da qui portati in Africa Orientale.[19] Successivamente per la produzione su larga scala di fibre furono selezionate anche altre specie, quali A. fourcroydes (henequen, attualmente la più utilizzata in Messico e nei Caraibi), A. angustifolia, A. cantala e altre, in Africa Orientale (Kenya, Tanzania, Mozambico, Madagascar) o in Asia (Filippine, India e altre). Piccole produzioni artigianali native locali utilizzano anche A. lechuguilla e A. striata, di taglia minore. L'importanza economica delle fibre delle agavi è diminuita con l'introduzione delle fibre sintetiche.
- Altri usi vari si trovano nella formazione di filari di piante utilizzati come recinzioni di terreni agricoli. I fusti delle maggiori infiorescenze vengono utilizzati come canne da pesca o pali. Le spine sono state utilizzate come ami da pesca o aghi per cucire. La pianta viene usata per guarire ustioni.
- Il portamento e la spettacolarità della fioritura delle agavi ne ha favorito la piantagione di varie specie nei giardini pubblici e privati di tutto il mondo come pianta ornamentale, fatto che è diventato attualmente il maggior motivo di diffusione e conoscenza al vasto pubblico.
- I nativi americani realizzavano impacchi con la polpa di alcune specie per pruriti, ferite, piaghe o contusioni.
- Diverse agavi erano impiegate dai nativi americani della popolazione Tarahumara come veleno per i pesci; il succo dell'A. lechuguilla era usato per avvelenare punte di frecce.
- Le foglie di diverse specie, o il loro succo, era utilizzato fino agli anni novanta in Messico come sapone (A. difformis, A. lechuguilla, A. toumeyana, A. vilmoriniana, A. schottii, ...); porzioni di foglie di A. vilmoriniana con parte delle fibre lasciate scoperte venivano vendute nei mercati come spazzole insaponate.
- Dalle sapogenine presenti in varie quantità in numerose specie sono stati prodotti estrogeni e cortisone, soprattutto dall'A. sisalana.[20]

## Aspetti medici
L'interno delle foglie in alcune specie (soprattutto registrato in A. americana) contiene sostanze che a contatto con la pelle possono causare dermatiti;, per quanto il fatto non sia molto diffuso se non accidentalmente. L'irritazione, causata da rafidi di ossalato di calcio, può essere amplificata dal taglio con l'uso di strumenti che causano la proiezione di frammenti. Irritazioni simili sono state registrate nelle piantagioni di A. tequilana. Le foglie secche possono essere maneggiate senza nessun effetto.